# تاريخ تصنيف المثلية في الدليل التشخيصي والإحصائي
تم تصنيف المثلية الجنسية على أنها اضطراب نفسي في الدليل التشخيصي والإحصائي للاضطرابات النفسية (DSM) بدءاً من الطبعة الأولى ، التي نشرتها الجمعية الأمريكية للطب النفسي (APA) في عام 1952. تم رفض هذا التصنيف من قبل نشطاء حقوق المثليين في السنوات التي أعقبت أعمال الشغب في ستونوول عام 1969 ، وفي كانون الأول 1973 ، صوت مجلس أمناء جمعية علم النفس الأمريكية على إلغاء اعتبار المثلية الجنسية اضطراباً عقلياً. وفي عام 1974 تم تحديث الدليل التشخيصي والإحصائي للاضطرابات النفسية وتم استبدال المثلية الجنسية برمز تشخيصي جديد للأفراد الذين يعانون من الضغط النفسي بسبب ميولهم المثلية. وبقي تشخيص القلق بسبب الميول الجنسي المثلي ضمن الدليل، تحت أسماء مختلفة ، حتى الإصدار الخامس في عام 2013.

## الإصدار الثاني من الدليل DSM-II
اعتبر الإصدار الثاني من الدليل المثلية الجنسية اضطرابا عقليا ضمن قسم الانحرافات أو الشذوذ الجنسي.

### الطبعة السابعة من الإصدار الثاني
لم تأتي الدعوة لتغيير تصنيف المثلية الجنسية من داخل المجتمع النفسي، وإنما جاءت نتيجة الضغط الاجتماعي لجماعات إل جي بي تي في مختلف أنحاء البلد، حيث نشطت الفعاليات المؤيدة للمثلية الجنسية في عقد الستينيات، كان آخرها أحداث شغب ستون وال (Stonewall riots)، والتي تمثلت في عمليات عنف من المثليين, وتتباعت المظاهرات والفاعليات الداعمة لقبول المثلية الجنسية، وأهمها:
- في عام 1970 أقيمت مسيرة يوم تحرير المثلين في نيويورك، ومسيرة فخر للمثليين في سان فرانسيسكو وكتب كارل ويتمان بيان مثلي[6][7]، وطبقا لما وصفه رونالد باير (Ronald Bayer) في كتابه[8]، فإن الجمعية الأمريكية عندما أقامت مؤتمرها في سان فرانسيسكو، قام النشطاء بخلق حالة من الاضطراب في المؤتمر وذلك بمقاطعة المتحدثين والصياح عليهم والسخرية من الأطباء النفسيين الذين اعتبروا المثلية الجنسية مرضا، ولاحقا قام الناشط المثلي فرانك كاميني بالتظاهر ضد الجمعية الأمريكية للطب النفسي، وقام نفس الشخص بجذب الميكروفون أثناء أحد مؤتمرات الجمعية، وصاح قائلا:"الطب النفسي هو مجسم للعدو، الطب النفسي قام بشن حرب إبادة علينا، ويمكنك أن تأخذ هذا بإعلان الحرب عليك."، وكانت هذه النشاطات جزء من نشاطات الحركة المضادة للطب النفسي، واعتاد مناهضو الطب النفسي الاحتجاج في مؤتمرات الجمعية.[9]
- في عام 1971، نشأت منظمة المجتمع الخامس[10] في أستراليا، وألغي تجريم المثلية في أستراليا وكوستريكا وفنلاندا، ورفضت كل من كولورادو وأوريغون القانون المحرم للمثلية، وغيرت هولندا سن السماح بالعلاقات الجنسية المثلية إلي 16 سنة، وهو نفسه سن السماح بالعلاقات الجنسية المغايرة؛ ودعا الحزب الليبرالي الولايات المتحدة إلى إلغاء جميع قوانين ما أسموه "جريمة بدون ضحة"، بما في ذلك قوانين المثلية الجنسية، وأصبح الدكتور فرانك كاميني أول مرشح للكنغجرس الأمركي يعلن صراحة عن مثليته الجنسية، وأسست جامعة ميشيغان أول مكتب لبرامج إلي جي بي تي، والذي عرف لاحقا باسم "مكتب الدفاع عن المثلية"، واعتبرت حركة تحرير المثليين في المملكة المتحدة حركة سياسية في الصحافة الوطنية، وكانت تعقد اجتماعات أسبوعية بين 200 و 300 شخص.[11]
- في عام 1972، أصبحت السويد أول بلد في العالم يسمح قانونا بالتحول الجنسي، كما وفرت العلاج الهرموني بالمجان[12]؛ وأباحت هاواي المثلية الجنسية، وألغت النرويج تجريم المثلية، وأصبحت إيست لانسنغ وآن آربر بميشيغان، وسان فرانسيسكو بكاليفورنيا أول المدن في الولايات المتحدة الأمريكية تمريرا لقانون حقوق مثلي الجنس.
- في عام 1973، في أكتوبر أعلنت كل من كلية مجلس الطب النفسي الفدرالي الأسترالية والنيوزيلندية أن المثلية ليست مرضا، مسجلة السبق في هذا الإعلان.

في ديسمبر من نفس العام أزالت الرابطة الأمريكية للطب النفسي المثلية الجنسية من الدليل التشخيصي والإحصائي للاضطرابات النفسية ( DSM -II )، مستندة إلى حد كبير على بحث ودعوة إيفلين هوكر.
وأزيلت المثلية الجنسية من الدليل علي اعتبار أنها اضطراب عقلي مندرج تحت اضطرابات الشذوذ الجنسي.
اعتبر إلغاء المثلية الجنسية من الدليل التشخيصي حدث كبير، ومن أحد الأشياء التي أثارت الجدل حول هذا التغيير هو أن الجمعية الأمريكية للطب النفسي أزالت المثلية ليس بناء علي دليل علمي، وإنما بناء علي استفتاء من أعضاء الجمعية، حيث وافق 5,854 عضو في حين رفض 3,810 نسبة موافقة تقريبا من 55-60%، وبذلك أزيلت المثلية من قائمة الأمراض العقلية ضمن تصنيف الشذوذ الجنسي، ووضعت في تصنيف جديد في وهو اضطراب التوجه الجنسي.

## الإصدار الثالث من الدليل DSM-III
نشر الإصدار الثالث من الدليل مستبدلا تصنيف اضطراب التوجه الجنسي الجنسية بتصنيف المثلية الغير منسجمة مع الأنا، معلنا بذلك أن المثلية ليست مشكلة إلا إن كانت غير منسجمة مع الأنا.